# Bataille des Sables-d'Olonne (29 mars 1793)
Pour les articles homonymes, voir Bataille des Sables-d'Olonne.
Guerre de Vendée
Batailles
La deuxième bataille des Sables-d'Olonne se déroule le 29 mars 1793 lors de la première guerre de Vendée.

## Prélude et forces en présence
Le 27 mars 1793, le chef vendéen Jean-Baptiste Joly rassemble ses troupes pour lancer une nouvelle attaque sur Les Sables-d'Olonne. Mais découragés par la défaite du 24 mars, les paysans sont moins nombreux à l'appel du tocsin. Les forces de du Chaffault font notamment défaut,. Dans son rapport, le conseil général de la commune des Sables estime entre 4 000 et 5 000 le nombre des insurgés qui prennent part à la seconde attaque. Ces derniers disposent également de sept canons et de neuf pierriers.
Au moment de la bataille du 24 mars, la garnison des Sables est forte de 500 gardes nationaux, 120 hommes de troupes de ligne et 200 cavaliers selon Émile Gabory. Selon Lionel Dumarcet, elle compte au moins 1 500 hommes. Le 28 mars, elle reçoit des renforts,, : 100 à 300,, volontaires venus de Bordeaux,, et La Rochelle. Les Sablais disposent aussi de 10 à 21 canons.

## Déroulement
Le 28 mars, les insurgés vendéens se mettent en marche, et avancent sur Les Sables, divisés en deux colonnes : l'une sur la route de Nantes, l'autre sur la route d'Olonne-sur-Mer,. Les insurgés brandissent un drapeau blanc avec l'inscription « Vaincre ou mourir ».
Aux alentours de minuit, les deux camps mettent leurs pièces d'artillerie en batterie. La nuit est alors claire et le ciel est dépourvu de nuages. Les fantassins vendéens prennent position dans les chemins creux qui entourent la ville, principalement dans l'allée des Soupirs. Du côté des républicains, Gaudin fait positionner 600 hommes à La Chaume. Deux navires prennent également position pour tenter d'appuyer les fantassins avec leurs canons : une patache mouillant au fond du port et une corvette près de la porte Saint-Jean.
Le 29 mars, à quatre heures du matin, les Vendéens commencent à bombarder la ville avec leurs sept canons,. Les républicains répondent aussitôt avec leur propre artillerie. Les insurgés tirent à boulets rouges en ciblant principalement l'hôtel de ville, mais le pointage est mal dirigé par les canonniers inexpérimentés et si quelques bâtiments sont touchés, la plupart des boulets partent s'éteindre dans la mer,,,. Les artilleurs républicains utilisent quant à eux leurs pièces avec plus d'habilité,,.
À partir de 6 heures du matin, certains combattants vendéens commencent à prendre la fuite. Les autres sont bloqués et s'abritent dans les fossés et les chemins creux. Les républicains tentent alors une sortie par la porte de Talmont. Ils se portent à la rencontre des insurgés positionnés dans l'allée des Soupirs, mais battent rapidement en retraite en raison de leur faible nombre.
La bataille bascule vers 9 heures du matin, lorsqu'un boulet républicain tiré depuis la batterie du Thabor s'abat sur un fourneau vendéen, projetant le feu sur les réserves de poudre placées à peu de distance,,. L'explosion ravage les retranchements et provoque un début de panique dans les rangs vendéens,,,. Furieux, Joly donne alors l'ordre à sa cavalerie de sabrer les fuyards. Mais le mouvement étend la panique dans les rangs des fantassins qui pensent que les cavaliers prennent la fuite à leur tour. Les républicains profitent alors du désordre pour faire une sortie avec 300 hommes depuis La Chaume et avec la cavalerie qui achève de mettre l'armée insurgée totalement en déroute,.

## Pertes
Les Vendéens laissent 308 morts sur le terrain ainsi que la totalité de leur artillerie,,,. Une centaine d'insurgés sont également faits prisonniers,. Les républicains comptent deux tués,, : l'orfèvre Payneau, garde national, tué par un boulet au commencement de l'action,, et un habitant armé des Sables, tué lors de la sortie mais qui ne fut pas compté dans le rapport officiel car ne portant pas d'uniforme, son corps est considéré comme étant celui d'un Vendéen avant d'être identifié. Selon le rapport du conseil général de la commune des Sables, aucun républicain n'est blessé,.

## Conséquences
Après sa défaite, Joly perd en influence et son armée, constituée de combattants du marais breton et du bocage, se fragmente.
Le soir du combat, le général Henri de Boulard et le représentant en mission Joseph Niou arrivent aux Sables avec des renforts et des munitions. Gaudin lance également des travaux de fortifications en faisant construire des parapets et des redoutes en gazon et en fascines et en établissant un petit arsenal, mais Les Sables ne seront plus attaqués.
Le 8 avril 1793, la Convention nationale décrète que les habitants des Sables-d'Olonne ont « bien mérité de la patrie »,.
Les autorités républicaines organisent la répression en établissant dès le 1er avril 1793 une commission militaire chargée de juger les insurgés faits prisonniers. La guillotine, prêtée par la ville de Fontenay-le-Comte, est dressée sur les dunes, entre la jetée et le remblai. Les premières exécutions ont lieu le 6 avril, où 12 insurgés, âgés de 18 à 29 ans, « pris les armes à la main », sont guillotinés,. Parmi les condamnés, figure Jean Arnaud, âgé de 19 ans et originaire d'Aizenay, l'émissaire envoyé par les insurgés pour demander la reddition des Sables avant l'attaque du 24 mars. Le 19 avril, douze autres exécutions ont lieu. La commission est active jusqu'au 13 avril 1794, elle juge au total 479 personnes et prononce 127 condamnations à mort, 6 à la déportation, 20 aux fers, 12 à la détention provisoire, 124 envois devant le tribunal criminel et 189 mises en liberté.